# Nico Lauenstein
Nico Lauenstein (* 12. Januar 1986 in Osterode am Harz) ist ein deutscher Fußballspieler. Der Torhüter spielt seit Sommer 2013 in der Landesliga Braunschweig für den MTV Wolfenbüttel.

## Karriere
Lauenstein spielte in seiner Jugend für den SV Scharzfeld, den VfR Osterode und für Hertha BSC. 2004 ging er zu Eintracht Braunschweig. Von 2004 bis 2008 wurde er ausschließlich in der zweiten Mannschaft eingesetzt, mit der er in der Oberliga spielte. In der Saison 2008/09 kam er außerdem in Drittligamannschaft der Braunschweiger zum Einsatz. 2009 wechselte er in die Oberliga Niedersachsen zum SC Goslar. 2012 gelang den Goslarern mit ihm als Stammtorhüter der Aufstieg in die Regionalliga Nord. 2013 ging er aus beruflichen Gründen in die Landesliga zum MTV Wolfenbüttel.